# Piraí
Piraí é um município localizado na região do Vale do Paraíba Fluminense, também conhecida como Médio Paraíba, na região Sul Fluminense do estado do Rio de Janeiro, Brasil. Situado a aproximadamente 89 km da capital estadual, o município possuía uma população de 27.474 habitantes, conforme o Censo Demográfico de 2022. 

## Etimologia
O topônimo "Piraí" é uma referência ao rio Piraí. O nome tem origem na língua tupi e significa "rio dos peixes", através da junção dos termos pirá (peixe) e  'y (rio).

## Geografia
Piraí está localizado na microrregião do Vale do Rio Paraíba, sendo um dos 92 municípios que compõem o estado do Rio de Janeiro, na Região Sudeste do Brasil. Com uma área total de 505 km², que corresponde a 1,15% da área do estado, o município é dividido em quatro distritos: Piraí, Arrozal, Santanésia e Vila Monumento. Faz fronteira com os municípios de Barra do Piraí, Pinheiral, Rio Claro, Itaguaí, Mendes, Paracambi, Barra Mansa e Volta Redonda. 
Situado às margens da Rodovia Presidente Dutra, Piraí ocupa uma posição geográfica privilegiada que facilita a conexão com as principais metrópoles brasileiras, como Rio de Janeiro e São Paulo, além de permitir interação com a Região Sul do estado do Rio de Janeiro e áreas de Minas Gerais. A rodovia atravessa o município por 53 km, localizando Piraí a 84 km do Rio de Janeiro, 300 km de São Paulo, 330 km de Belo Horizonte e 70 km do Porto de Sepetiba. 

### Relevo
O relevo de Piraí classifica-se como de planalto (de acordo com a classificação de Jurandyr L. Sanches Ross), fazendo parte da Serra do Mar. A cidade é caracterizada por colinas e vales, com altitudes que variam significativamente - mares de morros -  criando uma topografia acidentada.

### Clima
O clima de Piraí é caracterizado como tropical de altitude. A cidade apresenta uma variação significativa de temperaturas ao longo do ano, com máximas que podem ultrapassar os 40°C durante o verão e mínimas que chegam a pouco mais de 3°C nos meses de inverno. A precipitação é concentrada principalmente no verão, quando são comuns chuvas intensas e rápidas, enquanto o inverno tende a ser mais seco, embora não isento de precipitações ocasionais. A geografia montanhosa da região também influencia nas condições climáticas, contribuindo para a ocorrência de nevoeiros e aumentando a variabilidade climática local.
Segundo dados do Instituto Nacional de Meteorologia (INMET), referentes aos períodos de 1961 a 1983, 1986 a 1991, 1993 e 1997 a 2006, a menor temperatura registrada em Piraí foi de 3,3 °C em 23 de junho de 2000, e a maior atingiu 40,3 °C em 24 de dezembro de 1968. O maior acumulado de precipitação em 24 horas foi de 160,3 milímetros (mm) em 27 de março de 1966. Outros grandes acumulados iguais ou superiores a 100 mm foram 145,2 mm em 23 de janeiro de 1967 e 117,6 mm em 3 de dezembro de 2002. Janeiro de 1967, com 524,2 mm, foi o mês de maior precipitação.
| Dados climatológicos para Piraí | Dados climatológicos para Piraí | Dados climatológicos para Piraí | Dados climatológicos para Piraí | Dados climatológicos para Piraí | Dados climatológicos para Piraí | Dados climatológicos para Piraí | Dados climatológicos para Piraí | Dados climatológicos para Piraí | Dados climatológicos para Piraí | Dados climatológicos para Piraí | Dados climatológicos para Piraí | Dados climatológicos para Piraí | Dados climatológicos para Piraí |
| Mês | Jan                             | Fev                             | Mar                             | Abr                             | Mai                             | Jun                             | Jul                             | Ago                             | Set                             | Out                             | Nov                             | Dez                             | Ano                             |
| --- | ------------------------------- | ------------------------------- | ------------------------------- | ------------------------------- | ------------------------------- | ------------------------------- | ------------------------------- | ------------------------------- | ------------------------------- | ------------------------------- | ------------------------------- | ------------------------------- | ------------------------------- |
| Temperatura máxima recorde (°C) | 39,7                            | 38                              | 37,9                            | 36                              | 34,4                            | 32,3                            | 33,8                            | 37,1                            | 39,1                            | 38,9                            | 38,7                            | 40,3                            | 40,3                            |
| Temperatura máxima média (°C) | 31,4                            | 31,2                            | 30,7                            | 29,4                            | 26,3                            | 25,6                            | 24,9                            | 26,7                            | 26,2                            | 27,8                            | 29                              | 30                              | 28,3                            |
| Temperatura mínima média (°C) | 19,8                            | 19,8                            | 19,5                            | 18                              | 15                              | 13,1                            | 12,5                            | 13,3                            | 15,1                            | 16,5                            | 17,9                            | 19,4                            | 16,7                            |
| Temperatura mínima recorde (°C) | 12,1                            | 11,8                            | 12                              | 8,6                             | 5,4                             | 3,3                             | 3,8                             | 4,5                             | 5                               | 8                               | 9,6                             | 10,6                            | 3,3                             |
| Fonte: Instituto Nacional de Meteorologia (INMET) (normal climatológica de 1981-2010; recordes de temperatura: 01/01/1961 a 31/12/1983, 01/01/1986 a 30/04/1990, 01/10/1991 a 31/12/1991, 01/10/1993 a 30/11/1993 e 01/05/1997 a 04/12/2006) |                                 |                                 |                                 |                                 |                                 |                                 |                                 |                                 |                                 |                                 |                                 |                                 |                                 |

### Vegetação
A vegetação de Piraí é composta principalmente por remanescentes de Mata Atlântica, um dos biomas mais ricos em biodiversidade do Brasil. Embora grande parte da cobertura original tenha sido substituída por atividades agropecuárias ao longo dos anos, ainda é possível encontrar áreas de floresta nativa, especialmente em regiões mais elevadas e de difícil acesso. Aproximadamente 47,65% do território de Piraí é coberto por florestas.

## O Rio Piraí
O Rio Piraí desempenha um papel importante no contexto geográfico e histórico do município de Piraí, no estado do Rio de Janeiro. Sua importância não se limita apenas ao fornecimento de recursos hídricos, mas também se estende à geração de energia elétrica. Localizado na Bacia Hidrográfica do Rio Paraíba do Sul, o rio é essencial para o abastecimento de água da Região Metropolitana do Rio de Janeiro, com aproximadamente 96% da água que chega à capital estadual passando pelo território de Piraí. Além disso, o município é responsável por cerca de 20% da energia elétrica distribuída pela Light na Grande Rio, em parte devido ao aproveitamento das águas do Rio Piraí para fins de geração de energia.
A história de Piraí está intimamente ligada ao Rio Piraí. Antes da colonização portuguesa, os indígenas que habitavam a região já conheciam e valorizavam o rio, a quem deram o nome de "Rio dos Peixes" devido à sua abundância de recursos. Quando os primeiros colonos portugueses chegaram à região, por volta de 1770, escolheram as margens do Rio Piraí para se estabelecer. Ao longo dos séculos, o rio tornou-se um símbolo da identidade local.
Geograficamente, o Rio Piraí tem sua nascente no município de Bananal, no estado de São Paulo, e atravessa os municípios de Rio Claro e Piraí, até desaguar no Rio Paraíba do Sul, no município de Barra do Piraí. O rio também marca a fronteira entre os estados de São Paulo e Rio de Janeiro, bem como entre o município paulista de Bananal e o município fluminense de Rio Claro, onde adentra o território do Rio de Janeiro. Ao longo de seu curso, o Rio Piraí é represado pela Barragem de Santana, controlada pela Light Serviços Elétricos S/A, e também abriga a Elevatória do Vigário, localizada no centro da cidade de Piraí.
Historicamente, o Rio Piraí era um tributário da Bacia do Rio Paraíba do Sul, mas, no início do século 20, seu curso foi transposto para a Bacia do Rio Guandu, uma mudança que teve implicações significativas para a distribuição de recursos hídricos e para a geração de energia na região. Essa transposição fez do Rio Piraí uma peça-chave na infraestrutura hídrica do estado, reforçando ainda mais sua importância estratégica para o município de Piraí e para o Rio de Janeiro como um todo.

## História[13][14]
A história de Piraí remonta ao período colonial, quando a região passou a ser ocupada por colonos atraídos pelo seu potencial agrícola. Originalmente, o território era habitado por indígenas da etnia Puri e Coroado, que utilizavam uma antiga trilha para se deslocarem entre as aldeias da Serra do Mar e as áreas litorâneas. Com o advento da mineração, a trilha indígena foi transformada em um dos principais caminhos que ligavam as minas de ouro ao porto do Rio de Janeiro, facilitando o escoamento do metal precioso para a metrópole portuguesa. As primeiras sesmarias foram concedidas por volta de 1765.
A fundação de Piraí está diretamente ligada à construção de uma capela dedicada a Sant'Ana, às margens do Rio Piraí, por volta de 1770. A pequena capela, erguida por José Luiz Urbano, um dos primeiros proprietários de terras na região, tornou-se o núcleo em torno do qual se formou o povoado de Sant'Ana do Piraí. Em 1776, a capela foi elevada à condição de curato, recebendo um pároco residente e oferecendo serviços religiosos regulares, o que impulsionou o desenvolvimento do arraial e atraiu novos moradores para a área.
Nas décadas seguintes, o povoado enfrentou diversas dificuldades, principalmente pela falta de recursos e apoio para a manutenção da capela e do crescente número de habitantes. No entanto, a perseverança dos moradores e do clero local permitiu que, em 1798, a capela adquirisse um pequeno patrimônio de terras, tornando-se independente das provisões anuais do governo colonial. O arraial, à época, contava com 54 fogos, 378 habitantes, entre os quais 128 eram escravos, dois engenhos de açúcar e três usinas de aguardente, refletindo a economia agrária em formação.

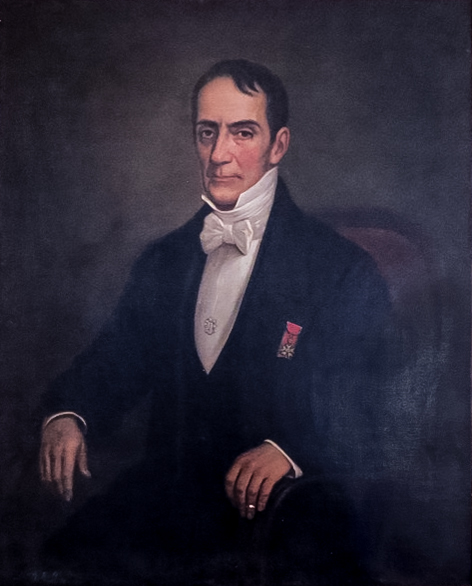
José Gonçalves de Morais, primeiro e único barão de Piraí (São João Marcos, 1776 — Piraí, 10 de outubro de 1859). Óleo sobre tela de Claude Barandier

A história do desmembramento e fundação do município de Piraí está ligada à sua evolução como freguesia e, posteriormente, como vila. Em 11 de outubro de 1811, o oitavo bispo do Rio de Janeiro, Dom José Caetano da Silva Coutinho, realizou sua primeira visita pastoral à região. Atendendo aos pedidos dos moradores, que se comprometeram a construir uma nova igreja matriz, o bispo concedeu ao povoado de Sant'Ana do Piraí o status de freguesia curada, nomeando José Theodosio de Souza como seu primeiro vigário. Embora o compromisso de erguer a igreja matriz não tenha sido inicialmente cumprido, a freguesia foi elevada à categoria de freguesia perpétua em 17 de outubro de 1817. Uma nova visita do bispo em 1825 reiterou a necessidade de construir a igreja matriz, e uma comissão foi nomeada para arrecadar fundos e iniciar a obra.
Em 1833, a Freguesia de Sant'Ana do Piraí contava com 4.111 moradores, que, em busca de maior autonomia, enviaram ao regente Feijó um abaixo-assinado solicitando a elevação do povoado à categoria de vila. Essa expressão designava, à época, a sede de um termo, unidade político-administrativa equivalente a um município. Após quatro anos de negociações, a elevação a vila foi finalmente conquistada pela Lei Provincial nº 96, de 6 de dezembro de 1837, com território desmembrado de São João do Príncipe (mais tarde São João Marcos, atual Rio Claro e Barra Mansa). A instalação oficial da nova Vila de Sant'Ana do Piraí ocorreu em 11 de novembro de 1838, na residência de Raymundo Antônio Soares, com a presença do presidente da Província, Paulino José Soares de Souza, o Visconde do Uruguai. Nos anos seguintes, a vila experimentou um crescimento significativo, impulsionado pela produção de café e pela melhoria da infraestrutura local, consolidando-se como um importante centro econômico e administrativo na região.
A introdução do cultivo do café no Vale do Paraíba no início do século XIX foi um marco decisivo na história de Piraí, transformando radicalmente a economia local. As condições climáticas favoráveis, aliadas à proximidade com o porto do Rio de Janeiro e ao apoio governamental através da concessão de sesmarias, facilitaram a expansão da cafeicultura. Em Piraí, essa nova atividade agrícola impulsionou o crescimento demográfico e o surgimento de uma elite agrária, composta por grandes proprietários de terra que acumulavam riqueza e influência política. A produção cafeeira tornou-se a principal atividade econômica da região, com as fazendas de café moldando a paisagem e a organização social local.
Dentre as famílias de destaque no município, os Souza Breves tornaram-se um exemplo da concentração de poder e riqueza associada à produção de café. A família, que controlava vastas extensões de terra e uma numerosa escravaria, contribuiu significativamente para a prosperidade da região. Em meados do século XIX, as fazendas de café de Piraí, especialmente a Fazenda São José do Pinheiro, desempenharam um papel central na economia local, respondendo por uma parcela considerável da produção cafeeira do país. Essa prosperidade econômica teve reflexos diretos na organização social e política do município, consolidando Piraí como um importante centro agrário no contexto do Brasil imperial.

## Turismo
Lago do Convento
O lago do Convento localiza-se no bairro Koop Land em área de propriedade do antigo Hotel Fazenda Espelho D'Água, hoje Convento da Transfiguração do Senhor - Instituto dos Frades de Emaús. Sua área é de aproximadamente 100 000 metros quadrados, de formato irregular e com águas transparentes e frias. Às suas margens, destacam-se quaresmas, espatódeas, pinheiros e amendoeiras. A pesca no local é proibida, mas os banhos e os passeios em pequenas embarcações, são permitidos e frequentes. Em seu entorno, há casas residenciais e as instalações do Convento da Transfiguração do Senhor - Instituto dos Frades de Emaús.
Rio Piraí
O rio Piraí nasce na serra do Sinfrônio, no município de Rio Claro, atravessado todo o município de Piraí e desemboca parte dele no rio Paraíba do Sul. durante seu trajeto, em Piraí, não há presença de cachoeiras, nem de praias fluviais, mais sim de formações de lagoas e lagos, sendo o maior expressão o lago do Kopp, situado na localidade de Koppland. A vegetação que circunda o atrativo é terciária, composto basicamente de espécie como canela, jacaré, embaúba, ipê amarelo, quaresma, eucalipto, árvores frutíferas, além de áreas de pasto em toda a sua extensão. Suas águas, em grande volume, são claras, transparentes e de temperaturas amena. Outrora, o rio era navegável por embarcações de médio porte, mas atualmente só é possível através de pequenas embarcações (botes, canoas, etc.). Isso ocorreu, devido a instalação de usinas e barragens que utilizam grande parte de suas águas. A Barragem de Tocos, localizada ainda no município de Rio Claro, desvia suas águas para o Reservatório Ribeirão das Lajes e a Usina Elevatória do Vigário, na sede de Piraí, subsistema da Usina Nilo Peçanha, "rouba" suas águas de forma natural e o excedente continua seu percurso. Na divisa dos municípios de Piraí e Barra do Piraí, há o subsistema de Santana que capta de forma artificial a água do rio Paraíba do Sul para o rio Piraí, fazendo com que este suba ao invés de descer, para que a água seja aproveitada pela Usina do Vigário. O excedente percorre outro caminho e por fim desemboca no Rio Paraíba do Sul. A paisagem circundante do atrativo é caracterizada pela serra das Araras, a sede de Piraí, o lago Kopp e a Usina Elevatória de Vigário.
Rio Paraíba do Sul
O rio Paraíba do Sul, com sua nascente em São Paulo, atravessa diversos municípios do Estado de Rio de Janeiro e desagua no oceano Atlântico, na altura do município de São João da Barra. Em Piraí, o rio Paraíba do Sul atravessa o município de Pinheiral, apresentando em suas margens pequenas praias localizadas entre vegetação terciária, onde destacam-se imbaúbas, canelas, jacarés além de diversas espécies de aves. Compondo sua ambiência registra-se a presença, próxima, de áreas de pastagem e no seu leito pequenas ilhas arborizadas. Águas barrentas e de baixa temperatura, não são propícias a banhos devido ao índice de poluição do rio, que vem recebendo grande quantidade de resíduos desde o Estado de São Paulo. Neste trecho o rio é navegável apenas para pequenas embarcações. Destaca-se pelo seu entorno, onde estão presentes o Posto Zootécnico, a Estrada de Ferro Pinheiral-Piraí além de sítios e fazendolas da região.
Cachoeira dos Três Saltos
O atrativo tem altura aproximada de dez metros, possuindo três saltos. Suas águas são claras, transparentes e de temperatura baixa. No final da queda, há boas possibilidades de banhos, com presença de uma excelente ducha natural. A paisagem que circunda o atrativo é formada por áreas de pastagem, bananeiras, bambuzais, canelas, eucaliptos e jacarés, além da sede da Fazenda dos Três Saltos e suas benfeitorias.
Prefeitura de Piraí
No ano de 1837, o prédio onde atualmente funciona a Prefeitura de Piraí teve permissão para a construção pelo governo da província em terreno doado por Magalhães Pusso, proprietário da Sesmaria de Palmeira. Para dar suporte as atividades no ano seguinte foi criada uma comissão nomeada pelo Presidente da Província cabendo aos membros a organização de uma subscrição para a construção dos prédios públicos ou seja a Câmara Júri e Cadeia. Em 1838, passou então a funcionar no primeiro pavimento do prédio a cadeia e no segundo pavimento a Sala das Audiências, a Secretaria, o Reservado (para os réus), a Secreta (para os jurados) e a Sala do Tribunal. Em 1917, a cadeia foi transferida para outro prédio. No ano de 1922, passou a ser sede da prefeitura.
Casarão de Arrozal
O Prédio Imperial de São João Batista de Arrozal da Irmandade do S. S. Sacramento doado pelo Coronel Quincas Ribeiro é um marco na região por ter hospedado por diversas vezes D. Pedro II e sua comitiva imperial. Arrozal outrora possuía grandes áreas com a cultura de arroz cuja maior parte de sua destinada ao abastecimento da corte no Rio de Janeiro. A aprazível localidade tem suas histórias iniciada no final do século XVIII quando o capitão-mor José Souza Breves chegou à região como desbravador sendo o primeiro senhor das terras organizando a Fazenda Cachoeira e criando a Vila de São João Batista do Arrozal.
Banda de Música de Arrozal
Contam os antigos moradores e os descendentes de escravos que havia na localidade duas bandas: uma composta de brancos e outra de negros escravos que gozavam de certas regalias havendo entre elas uma disputa pela superioridade de repertórios. O episódio testemunha as raízes centenárias da Banda que com a queda da escravidão e decadência da lavoura cafeeira assistiu ao êxodo da população e conseqüentemente dos músicos.
Igreja de Sant'Ana
A igreja matriz da paróquia de Sant'Ana foi construída entre 1829 e 1841. Foi reformada entre 1954 e 1952, ocasião em que o teto foi pintado com cenas de passagens bíblicas de autoria do artista Geraldo de Oliveira. Em 2007 recebeu iluminação noturna.
Seu altar-mor tem revestimento de pedra-sabão e abriga uma imagem de Sant'Ana, a padroeira do município.
Casa de Cultura
No majestoso prédio do século XX retrata a história de Piraí, desde a sua fundação, como cenário do poderio do Ciclo do Café em nossa Região até o Programa de Desenvolvimento Local.
Parque Florestal Mata do Amador
O Parque com uma área de 164 000 metros quadrados, foi criado através da Lei Municipal 447, de 8 de abril de 1997, com o objetivo de preservar a principal área florestal próxima a cidade. Sua criação visa promover a educação ambiental, atividades culturais e educacionais.
Parque do Caiçara
Com área aproximadamente de 50 000 metros quadrados, com forma irregular, possui águas transparentes e frias. Destaca-se por uma praia lacustre, utilizada para piqueniques e banhos.
Condomínio da Arte
O projeto "Condomínio da Arte" foi iniciado, no atual formato, em setembro de 2004, com o propósito de gerar trabalho e renda, garantindo a inserção do artesão na economia do Município. O projeto previu ainda, uma evolução sustentável da atividade artesanal e o desenvolvimento das "Oficinas de Produção". Nos quatro anos de existência como Condomínio da Arte, o projeto, que, inicialmente, contava com três oficinas de artesanato, uma oficina de confecção e uma oficina de panificação, tem, atualmente, oito oficinas de produção, formando e informando artesãos sobre as tendências de um mercado competitivo e sobre a necessidade de constante capacitação, contribuindo, dessa forma, para sua profissionalização e para a transformação do segmento artesanal em negócio.
A estratégia de trabalho privilegiou: a revitalização do produto artesanal, buscando uma identidade cultural (tilápia, macadâmia e café); a mobilização e o fortalecimento das oficinas de produção, com o olhar voltado para o nosso foco principal que é o aproveitamento de materiais e a orientação e organização da loja, principal ponto de escoamento do produto. Chamar a atenção para a importância da arte e do artesanato, também, para a melhoria da qualidade de vida das pessoas que têm como fonte ou complementação de renda a produção de peças artesanais, bem como divulgar a arte e o artesanato de Piraí, tem sido o objetivo do Condomínio. Nas lojas do Condomínio da Arte, você encontra lindas peças artesanais e lanchonete. A loja fica localizada na Avenida Guadalajara, 67.

## Piraí Digital
Piraí Digital é um projeto de disseminação da cultura digital no município, que envolve ações de inclusão digital, educação para novas mídias e informatização da gestão. Abrange os telecentros, escolas de todos os níveis e outras instituições públicas como o sistema de saúde do município.
A base tecnológica do projeto é uma infraestrutura pública de comunicação SHSW (sistema híbrido com suporte wireless) com cobertura em todo o município, inaugurada em 6 de fevereiro de 2004.

## Calendário
- Feira dos Artesãos - primeiro sábado de cada mês - na Praça da Preguiça
- Fevereiro ou Março: Carnaval na Praça
- Abril: Café, cachaça e chorinho
- Abril: Festa de São Benedito (Arrozal)
- Maio: Festa do Trabalhador (Santanésia)
- Junho: Causos e Caldos
- Junho: Forró Para o Povo
- Julho: Cavalgada da Amizade
- Julho: Festa Julhina (Instituto dos Frades de Emaús)
- 26 de Julho: Dia da Padroeira  - Senhora Sant'Ana
- Agosto: Festival de Música de Piraí
- Outubro: Festa de São Francisco de Assis (Instituto dos Frades de Emaús)
- Setembro: Arrozal em Festa
- Outubro: Piraí Fest Paladar - Festival Gastronômico de Piraí.
- Dezembro: Cantata de Natal

A partir de 2013 a Cavalgada e a Festa do Folclore foram integradas em uma única festa, o "Arrozal em Festa", que acontece sempre na primeira quinzena de setembro.

## Personalidades
- Ver Piraienses notáveis

## Esportes
- Rodoviário Piraí Futebol Clube

## Política
Prefeitos
| Nome                                          | Período    |
| Emílio Silva                                  | 1970-1972  |
| Aurelino Gonçalves Barbosa                    | 1977-1986  |
| Nurldim Noro Hassum                           | 1986-1989  |
| Arthur Henrique Gonçalves Ferreira ("Tutuca") | 1990-1996  |
| Luís Fernando de Souza ("Pezão")              | 1997-2003  |
| Arthur Henrique Gonçalves Ferreira ("Tutuca") | 2004-2012  |
| Luiz Antonio da Silva Neves                   | 2013-2020  |
| Arthur Henrique Gonçalves Ferreira ("Tutuca") | 2021-2022  |
| Ricardo Campos Passos                         | 2022-atual |
|                                               |            |

## Infraestrutura

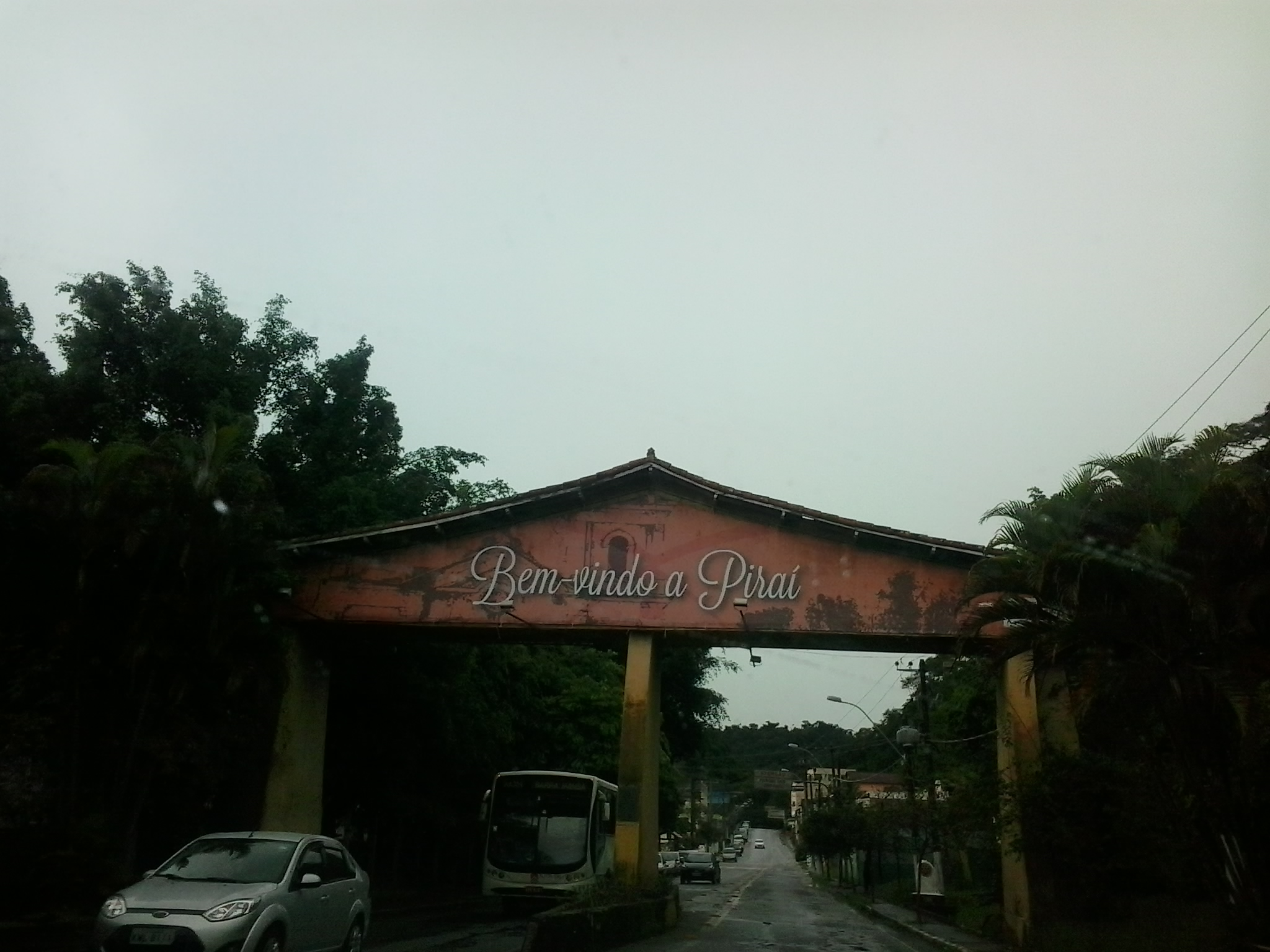
Portal da cidade

### Segurança e criminalidade
Polícia Militar
O policiamento ostensivo da cidade está a cargo da Quinta Companhia do 10º Batalhão da Polícia Militar do Estado do Rio de Janeiro, com sede no Centro da cidade. Existem, ainda, três destacamentos de policiamento ostensivo nas localidades de Arrozal, Santanésia, Cacaria subordinados a essa companhia e um posto da polícia rodoviária do Batalhão de Polícia Rodoviária na localidade de Rosa Machado, no entroncamento da RJ-145 com a RJ-133.
Polícia Civil
A Polícia Civil do Estado do Rio de Janeiro mantém no município a 94ª Delegacia Policial, subordinada à Nona Coordenadoria Regional de Polícia do Interior.
Corpo de Bombeiros Militar
O município é assistido pelo Quarto Destacamento do 22º Grupamento do Corpo de Bombeiros Militar do Estado do Rio de Janeiro, cuja sede fica na Vila de Ribeirão de São Joaquim, próximo às instalações da Represa de Lages, pertencente à Light S/A e da Rodovia Presidente Dutra.

## Subdivisões
Bairros
- Asilo
- Rosa Machado
- Ponte de Cimento
- Casa Amarela
- Country
- Morro da Prefeitura
- Ipê
- Santanésia[18]
- Vila Monumento
- Querosene
- Varjão
- Arrozal
- Ponto Quarenta
- Vale Verde
- Cacaria
- Ponte das Laranjeiras
- Morro do Sarole
- Serra do Matoso
- Jaqueira
- Enseada das Garças

## Transporte
Piraí é cortada pela Rodovia Presidente Dutra (BR-116) e pela RJ-145, sendo esta última, o principal acesso à sede do município.
Em Piraí, está localizado o Monumento Rodoviário da Rodovia Presidente Dutra, na pista de descida da Serra das Araras.
O município é servido pelo Terminal Rodoviário Thereza Bastos Muller, que dispõe de linhas intermunicipais operadas pela Viação Barra do Piraí, pela Viação Cidade do Aço e pela Viação Progresso.
No passado, o município já foi servido por transporte ferroviário entre os anos de 1883 e 1942, pela Linha da Barra da Rede Mineira de Viação, também conhecida na época como uma extensão denominada Ramal de Passa Três (antiga Estrada de Ferro Pirahyense). Após a desativação do trecho da ferrovia, este teve os trilhos retirados no ano de 1944 e pouco tempo depois, a antiga e pequena estação ferroviária da cidade foi demolida.
O antigo leito da linha férrea, que margeia o Rio Piraí, originou parte da atual rodovia RJ-145 e no local onde se abrigava a antiga estação, hoje se situa a rodoviária do município.